# Rodrigo Teixeira
Rodrigo Abreu Teixeira (* 19. September 1973 in Rio de Janeiro) ist ein brasilianischer Filmproduzent.

## Karriere
Teixeira wurde in Rio de Janeiro geboren und studierte Betriebswissenschaft. Im Jahr 1998 zog er in die USA und verdiente sein erstes Geld mit einem günstigen Wechselkursgeschäft. Aufgrund der Weltfinanzkrise muss er 2008 zurück nach Brasilien ziehen und gründete das Produktionsunternehmen RT Features, mit dem er vor allem Independentfilme für den brasilianischen und amerikanischen Markt produzierte.
Großen Erfolg erlangte er 2015 durch die Produktion des Horrorfilms The Witch des aufstrebenden Regisseurs Robert Eggers. Hierfür wurde er 2017 auch mit einem Independent Spirit Award ausgezeichnet. Im selben Jahr produzierte er Call Me by Your Name, für den er aufgrund der Beschränkungen der Oscar-Academy nicht nominiert wurde. Allerdings erhielt er eine Nominierung für den David di Donatello als Bester Produzent.
Schließlich produzierte er mit Maria Carlota Bruno und Regisseur Walter Salles das Historiendrama Für immer hier. Dafür wurde er bei der Oscarverleihung 2025 für den Besten Film nominiert.

## Filmografie (Auswahl)
- 2004: Desequilíbrio
- 2006: O Cheiro do Ralo
- 2009: Natimorto
- 2009: B1
- 2011: Amor em 4 Atos (Miniserie)
- 2011: O Abismo Pateado
- 2011: Heleno: O Príncipe Maldito
- 2012: Fejoada Completa (Kurzfilm)
- 2012: Frances Ha
- 2012: O Gorila
- 2013: Nicht Moves
- 2014: Quando Eu Era Vivo
- 2014: Alemão
- 2014: Tim Maia
- 2015: The Witch
- 2015: Mistress America
- 2015: Love
- 2016: Empörung
- 2016: El auge del humano
- 2016: Era el Cielo
- 2016: HQ: Edição Especial (Fernsehserie, 10 Folgen)
- 2016: O Filho Eterno
- 2016: Aurora
- 2017: Call Me by Your Name
- 2017: Patti Cake$ – Queen of Rap
- 2017: Pio
- 2017: Severina
- 2017: The Friendly Beast
- 2017: El hipnotizador (Fernsehserie, 9 Folgen)
- 2018: Skate Kitchen
- 2018: Tarde Para Morir Joven
- 2018: A Sombra do Pai
- 2018: O Sol na Cabeça
- 2019: Yes, God, Yes – Böse Mädchen beichten nicht
- 2019: Port Authority
- 2019: Der Leuchtturm
- 2019: Die Sehnsucht der Schwestern Gusmão
- 2019: Ad Astra – Zu den Sternen
- 2019: Wasp Network
- 2021: Murina
- 2021: Bergman Island
- 2021: Betty (Fernsehserie, 12 Folgen)
- 2021: Errante corazón
- 2022: Alemão 2
- 2022: Zeiten des Umbruchs
- 2022: Bem-Vinda, Violeta!
- 2022: Meteoros
- 2024: Barba Ensopada de Sangue
- 2024: Für immer hier (Ainda estou aqui)
- 2024: Enterre Seus Mortos
- 2025: Kontinental ’25
- 2025: O’Dessa

## Auszeichnungen (Auswahl)
- 2016: Jurypreis des Gramado Film Festival in der Kategorie Bester brasilianischer Film für Era el Cielo
- 2017: ACC Award in der Kategorie Bester Film für Call Me by Your Name
- 2017: Gotham Award in der Kategorie Bester Film für Call Me by Your Name
- 2017: Independent Spirit Award in der Kategorie Bester Film für The Witch
- 2019: David-di-Donatello-Nominierung in der Kategorie Bester Produzent für Call Me by Your Name
- 2025: Gold Derby Award in den Kategorien Bester internationaler Film und Bester Film für Für immer hier
- 2025: Oscar-Nominierung in der Kategorie Bester Film für Für immer hier